# Marina el-Alamein
Marina el-Alamein (arabisch مارينا العلمين, im touristischen Kontext auch Porto Marina genannt) ist ein Touristenressort an der Nordküste Ägyptens bei el-Alamein, das besonders im Zweiten Weltkrieg durch die dortigen Schlachten bekannt wurde. In den 1980er-Jahren wurden bei dem Bau einer ausgedehnten Touristenanlage Reste einer antiken Siedlung gefunden, die vor allem im ersten bis zum vierten nachchristlichen Jahrhundert blühte. Diese Siedlung ist, insbesondere wegen der ungeheuren Vielfalt der Bestattungsformen auf dem dabeiliegenden Friedhof, eine der wichtigsten ägyptischen Nekropolengrabungen der jüngeren Zeit. Daneben ist es der nördlichste Punkt, an dem die sog. Mumienporträts gefunden wurden.

## Lage
Marina el-Alamein liegt etwa 110 Kilometer westlich von Alexandria und 240 Kilometer nordwestlich von Kairo. Die Reste der antiken Siedlung befinden sich etwa 6 Kilometer östlich der Stadt el-Alamein und 800 Meter landeinwärts von der Küste. Sie erstreckt sich über 1200 Meter in Ost-West-Richtung.

## Geschichte
Strabon erwähnt in seiner Geographie zwei Städte, die sich mit dieser antiken Siedlung identifizieren ließen: Leukaspis und Antiphrae.
Die Siedlung wurde circa vom 2. Jh. v. Chr. bis zum 3. Jh. n. Chr. besiedelt; der ausgrabende Archäologe vermutet jedoch eine Besiedlung bis ins 6. Jh. n. Chr.

## Grabungsgeschichte
Die Siedlung wurde seit 1987/88 jährlichen Grabungskampagnen unter Leitung von Wiktor A. Daszewski vom Polish Centre of Mediterranean Archaeology der Universität Warschau ergraben. Daszewski und seine Mitarbeiter veröffentlichten zahlreiche Vorberichte und Artikel über Einzelfunde aus Marina el-Alamein.
Es wurden Wohnhäuser (teils von hochstehenden Persönlichkeiten), öffentliche Gebäude, infrastrukturelle Installationen, Zisternen, der Hafen und Gräber ergraben. Aufgrund der teilweise schwierigen Lage in Ägypten für Archäologen und bedingt durch die Nähe zu der Stadt Marina el-Alamein, in der ein Touristenzentrum aufgebaut wurde, kam es zu einer sofortigen Restaurierung der Befunde, was die Grabungsarbeiten im Vergleich zu anderen Kampagnen verzögerte.
Mit dem Fortschreiten der Grabungen lässt sich eine Veränderung der Interpretation erkennen. So war beispielsweise ein etwas merkwürdig gebautes Grab mit zahlreichen Bestattungen zuerst als „mass grave“ bezeichnet worden. Später stellte sich jedoch heraus, dass es sich hierbei keineswegs um das Verscharren von ungeliebten Familienmitgliedern oder verarmten Mitgliedern der Gesellschaft handelte, so dass es fortan „prism grave“ hieß.

## Siedlung
Die eigentliche Stadt, die einen vorwiegend hellenistisch-römischen Charakter hatte, lag direkt am Meer und erstreckte sich über ein Gebiet von circa 500 mal 500 Meter. Die Stadt war offensichtlich dicht mit Wohnbauten verschiedenen Types bebaut. Es ist keine Stadtplanung mit sich rechtwinkelig kreuzenden Straßen, wie sie in römischer Zeit üblich war, ersichtlich. Im Stadtzentrum befand sich ein offener Platz, der an drei Seiten mit Säulen geschmückt war. Er datiert in das erste Jahrhundert und war bis zum fünften Jahrhundert in Gebrauch. An der Westseite stand vielleicht ein Heiligtum. Um diesen Platz standen eine Reihe öffentlicher Gebäude, davon konnte bisher im Süden vor allem ein Portikus ausgegraben werden.
Viele der in den letzten Jahren ausgegrabenen Wohnbauten sind recht gut erhalten. Besonders die Häuser im Stadtzentrum sind aus Bruchstein erbaut. Oftmals finden sich Reste von Aediculae, Tympani, Metopen und Triglyphen. Der Aufbau der publizierten Häuser entspricht meist einem hellenistischen Hausaufbaus: erhöhter Eingang, Empfangshalle, mehrstöckig, Latrine und Zisterne sind im Haus vorhanden. Viele größere Häuser haben ein Peristyl, mit korinthischen Säulen. Das publizierte Haus 9 hatte eine unter der Empfangshalle gelegene Zisterne und das Regenwasser lief zur Latrine oder in ein Becken.
Die Erhaltung der Mauern der Wohnbauten schwankt teilweise stark und hängt von dem Material (gehauener oder gebrochener Stein, Trockenheit der Steine) und den bindenden Elementen (Kalkstein oder Lehm) ab. Die Wände von Haus 9 waren zum Beispiel außen ohne Mörtel, innen mit Schutt und Mörtel verfüllt.
Innerhalb eines Hauses können sowohl römische als auch griechische Dekorationselemente gefunden werden. Die Wände waren verputzt, teilweise verziert mit dekorierten mehrfarbigen Paneelen in den Farben Blau, Gelb, Dunkelrot und Schwarz. Auch auf dem Gipsstuck von den Säulen der Empfangshalle lassen sich in Haus 9 Farbreste finden.

## Gräber

### Allgemein
Die Gräber zeichnen sich durch eine außerordentliche Pluralität an Bauweisen aus. Diese lassen sich durch Auswertung der Vorgrabungsberichte in mindestens acht Gruppen einteilen. Werden die Unterformen mitgezählt, ergeben sich jedoch weitaus mehr Grabformen. Neben Gräbern mit darauf stehenden Monumenten, den Hypogäen und einem Columbarium, zeigen sich in Marina el-Alamein zwei neue Grabtypen:
- Das sogenannte „Prismengrab“: Steinprismen sind unregelmäßige Rechtecke mit leicht abgerundeten Ecken, worauf flache Kalksteinplatten vertikal stehen und auf der narrow side ein Perimeter formen. Diese Prismen waren eng aneinander gruppiert; in ihnen befinden sich Grubengräber.
- Die sogenannten „boxartigen Gräber“, in denen in kleinen Nischen, die als loculi bezeichnet werden, die Verstorbenen beigesetzt wurden.

### Einteilung der Grabtypen
1. Gräber mit Aufbau
- ein flacher Stein (zwischen T1C & T1D)
- eine stufenpyramidenförmigen Struktur darauf (T2 & T3)

2. „Boxartiges Grab“ mit verschiedenen Arten von Monumenten darauf (meist Säulen)
- nabatäische Säule
- nabatäische Säule mit Nische (T1K, frühestes Exemplar)
- nabatäische Säule mit Horusstatue T12
- nabatäische Säule mit kleinerer Säule T1J (Das Grab T1I mit einem Doppelkapitell könnte als Variation angesehen werden)
- Grab T1C mit Stein in Sarkophag-Form

3. „Boxartiges Grab“ in einem temenos

4. Hypogäum
- Hypogäum mit einem oberirdischen Bau (Mausoleum, Heroon) T1GH, T8, T10A, T13, T14, S6 (Heroon)
- Hypogäum ohne einen oberirdischen Bau T7

Diese obige Einteilung stammt nicht von Daszewski; durch die Datierungen bzw. seine Vermutungen zur relativen Datierung deutet er eine chronologische Entwicklung von Punkt 1, 2 und 4 jedoch an. Mit Fortschreiten der Ausgrabungen bemerkten die polnischen Archäologen, dass um viele Säulen Statuenreste gruppiert sind. Eine Statistik wurde von ihnen nicht publiziert. Daszewski vertritt jedoch die These, dass diese Statuen auf den Säulen die Regel waren und dass wohl alle „boxartigen Gräber“ mit aufgesetzter Säule ohne Nische oder weiterer Verzierung ebenfalls eine Statue darauf hatten.
In die relative Chronologie uneingeordnet und zeitgleich mit den übrigen Grabformen:

5. Columbarium, T11

6. „Massengrab“, später: Prismengrab

7. Hügelgrab mit einer trapezartigen Struktur und 2 m hohem Dach

8. Säulengrab ohne boxartigen Unterbau: T1K; so ähnlich, aber mit Parallelepipedonform: T12A

## Beispiele der Grabformen

### Erstes Grab im östlichen Teil der Nekropole
Das Grab war durch ein boxartiges Grab überbaut (T1B) und wurde bei den Ausgrabungen zu diesem gefunden. Deshalb erhielt das erste Grab in diesem Teil der Nekropole die Bezeichnung 1B.LS1. Es handelt sich lediglich um ein rechteckiges Grubengrab, das mit einer nur grob behauenen Grabplatte verschlossen war. Leichenreste oder gar Grabbeigaben sind nicht erhalten.

### Boxartiges Grab mitloculiT1B
T1B liegt im östlichen Teil der Nekropole und wird auf etwa die 1. Hälfte des 1. Jh. n. Chr. datiert. Es ist ein boxenartiges Grab mit einem 4,5 m hohen Pfeiler obenauf, der auf einem zweistufigen Stylobat steht. Das Grab enthielt zwei Grabkammern mit mehreren loculi.
Nördliche Grabkammer: 1,85 × 0,38 × 1,10 m. Es enthielt ein einzelnes männliches Skelett und war früher von einem geschlossenen Holzgewölbe überdeckt, das wohl den Leichnam gegen die Kalksteine der Verkleidung schützen sollte. Das Holz ist verrottet; es fanden sich kleine Teile in dem Kalkstein, sodass ein Gewölbe angenommen wurde. Der Körper ist exzellent erhalten, da er direkt unter dem Felsen lag. Es gibt keine Beigaben (mehr?).
Von der südlichen Grabkammer (1B.LS) musste zur späteren Rekonstruktion ein Teil abgenommen werden. Darin wurden ca. 5 loculi mit jeweils 2–3 Körpern gefunden; insgesamt 13 Skelette. Aufgrund anthropologischer Untersuchungen schloss man auf einem Mann von 35–40 Jahren, zwei Männer von 38–47 Jahren, eine Frau von 16–18 Jahren, eine Frau von 25–55 Jahren, ein Neugeborenes sowie sieben Kinder, deren Alter zwischen 18 Monaten und 5 Jahren lag. (NB! Hier bezeichnet dies keine Zeitspanne, die als Alter in Frage kommt, sondern eine Zusammenfassung vom jüngsten bis zum ältesten Kind. Daszewski gibt kein genaues Alter für die einzelnen Körper der Kinder an.)

### Eventuelles Nachfolgegrab von T1B?
T1C, das Sarkophag-Grab, wird von Daszewski als Nachfolgegrab von T1B vermutet: Es sei gebaut worden, als die Kapazität von T1B erschöpft war. Allerdings handelt es sich bei T1C um eine andere Grabform, so dass zu hinterfragen ist, ob es die Bestattungen von T1B direkt weiterführt.
T1C wird relativ datiert auf zwei Generationen nach T1B. Auf dem Grab befand sich ein einstufiger Stylobat und ein Giebeldach-Sarkophag aus Stein. Der südliche loculus hatte drei Bestattungen: zwei Erwachsene und ein Kind. Es gibt keine Grabbeigaben.

### Hypogäum T1GH – das größte Grab
Das Hypogäum T1GH liegt ebenfalls im östlichen Teil der Nekropole. Die meisten Hypogäen befinden sich westlich. Die komplette Länge des Grabes, ober- und unterirdisch, beträgt 42 m. Somit ist es das größte Grab der frührömischen Periode in Ägypten. Darüber hinaus ist es das einzige Grab mit zwei Eingängen.
Der oberirdische Teil ist mit dem unterirdischen Teil über eine Treppe verbunden. Diese war jedoch unbenutzbar, da die Stufen 1,2 m über der Grabkammer aufhören. Es gab einen weiteren Eingang, der nach Daszewskis Idee wohl ursprünglich nur zum Transport von Schutt diente.
An der Nordseite, seewärts, befindet sich ein ionischer Portikus. Der Eingang zum oberirdischen Teil war mit einem Zahnfries, sogenannten dentils, dekoriert. Im Zentrum des oberirdischen Teils stand eine Empfangshalle, in der sich zwei gemauerte Bänke befanden. Die übrigen Räume waren Magazinräume, Unterkunftsräume und Bankettsäle. Ein monumentaler Eingang führt von der Banketthalle bis zu einem kleinen Vestibül, von dem ein Gang mit Pfeilern zu einer 17 m langen Treppe, die 7 m in den Felsen hinein führt. An der Oberfläche war der Treppenschacht von einer Kalksteinmauer vor Sand geschützt.
Das Gewölbe und die oberen Stufen bestanden ebenfalls aus Kalksteinblöcken; ab den unteren Stufen handelt es sich um Felsgestein. Die Stufen führen in die unterirdische Grabkammer, enden jedoch 1,2 m über der Kammer. Die letzten beiden Stufen waren doppelt so hoch wie die übrigen. Daszewski vermutet einen Fehler im Biegewinkel, der nicht behoben werden konnte, oder ein nachträgliches Einbauen der Treppe, das nicht funktionierte. In der Nähe lagen zwei Felsplatten, die die Treppe wohl verschlossen.
Ein zweiter Korridor führt östlich von der Grabkammer zum Hypogäum, der nach Daszewskis Vermutung wohl zu Transportzwecken diente. Der Eingang dieses Korridors war 3 m hoch und 1,2 m breit; die Keramikverfüllung deutet auf die Jahrhundertwende.
Die Grabkammer maß 7 × 5,5 m. Innen kam es zu starken Erosionen, weshalb im Rahmen der Restaurationsmaßnahmen zwei Säulen aus örtlichem Kalkstein als Stütze am Eingang angebracht wurden. Daszewski betont, dass sie voll reversibel sind.
Dort, wo die erste, misslungene Treppe in die Grabkammer führte, war ein viereckiger Belüftungs- und Lichtschacht von 1,2 m Breite. Am Grund war er in 1,2 m Höhe mit Kalkstein verkleidet und mit Pfeilern geschmückt. Die Pfeiler hatten nabatäische Kapitelle. Unter dem Lichtschaft steht ein Altar mit den Grundmaßen 1 × 0,98 m und einer Höhe von 0,37 m. Auf ihm sind Brandspuren zu erkennen.
Es befanden sich 9 loculi in der Wand. 8 loculi waren mit Skeletten (jeweils 2–6 Tote), die neunte mit Grabbeigaben gefüllt. An der östlichen Mauer waren ein Opfertisch und ein Relief mit Gemüsen und Früchten. Der unterirdische Teil des Grabes maß komplett 13 m.
Das Begräbnis mit den meisten Grabbeigaben hatte ein circa 45–55 Jahre alter Mann, der in einem rechteckigen Bleisarg lag. Der Sarg maß 1,83 m in der Länge, 0,42 m in der Breite und 0,24 m in der Höhe. Grabbeigaben waren zwei Terracottaunguentaria und eine Glasflasche von sehr erlesener Qualität, die neben dem Kopf lagen. Im Glas waren getrocknete Reste einer Substanz, von der Daszewski annimmt, dass es um wohlriechende Öle handelt. Auf Kopf- und Hüfthöhe waren große Löcher in den Sarg geschnitten. Als Grund hierfür vermutet Daszewski Grabräuber, die Juwelen an Kopf oder Fingern finden wollten und kurz nach dem Begräbnis in das Grab eindrangen.
Funde aus den verschiedenen loculi, wie Scherben, Glasbehälter und eine Terracotta-Öl-Lampe, legen eine Datierung von der 2. Hälfte des 1. Jh. v. Chr. (oder Ende des 1. Jh. v. Chr.) bis zur Mitte des 1. Jh. n. Chr. nahe. Daszewski bewertet die Grabbeigaben als extrem anspruchslos im Vergleich mit der Monumentalstruktur.
An der südlichen Seite der Grabkammer gibt es eine rechteckige Öffnung, die zu einer weiteren unterirdischen Kammer führt (Maße: 7,25 × 6 m). Innen befinden sich auf drei Seiten Sitzbänke aus Stein und ein Altar in der Mitte. Es sind Linien eingeritzt, die loculi sein sollten, aber bis auf einen nie ausgeschnitten wurden. In dem einzelnen loculus befinden sich zwei Skelette, drei weitere lagen auf einer Geröllhalde in der Ecke des Raumes und auf einer Bank.

### Heroon S6 (Mumienporträts)
Das Grab S6 verfügt über ein oberirdisches Mausoleum und einen unterirdischen, dem Heros gewidmeten Komplex. Diese sind durch einen 15 m langen Treppengang verbunden, der früher wahrscheinlich überdacht war.
Die Treppe mündet in etwa 8–9 m Tiefe in einen Hof, der der Grabkammer vorgelagert ist. Im Hof befindet sich ein Altar von 1,30 m Höhe, 1,05 m Breite und 1 m Länge, der im Zentrum des Hofes steht und Brandspuren aufweist. In der Nordwest-Ecke des Hofes befand sich ein kleiner Wall von 1,29 × 0,85 m. Dort führt eine Treppe hinab zu einem ca. 9 m tiefen Becken, in dem wohl für rituelle Zwecke Wasser gesammelt wurde. Auf der Nordost-Seite des Hofes fanden sich Amphoren aus dem 2.–3. Jahrhundert.
Die Grabkammer befindet sich an der Nordostseite. Der Eingang der Grabkammer ist 3,6 m hoch und 1,15 m breit, die Schwelle liegt hierbei 0,19 m höher als der Hof. Daszewski vermutet, es sollte vor eindringendem Regenwasser schützen. In der Grabkammer sind Bänke in den Stein geschnitten und es befinden sich ein Seitenloculus und ein weiterer Altar darin. Auf halber Höhe der Treppe – in 7,2 m Tiefe – sind zwei weitere loculi, deren Eingänge versiegelt waren.
Östlicher loculus: Dieser ist 2,2 m lang, 1,65 m breit und 0,85 m hoch und enthält 11 Bestattungen, die wegen der feuchten Umgebung schlecht erhalten waren. Die Skelette waren von Osten nach Westen ausgerichtet, die Köpfe aber abwechselnd nach Osten und Westen; Daszewski vermutet Gründe der Platzersparnis. Zwei der Bestatteten waren Mumien in Bandagen und Mumienporträts.
Westlicher loculus: Dieser ist sehr klein und enthält nur vier Begräbnisse, die jedoch etwas besser erhalten sind. Drei Mumien waren Erwachsene, bei einer handelt es sich um ein Kind. Außen auf den Bandagen war Vergoldung erhalten. Außerdem fand sich ein Mumienporträt, das einen jungen Mann mit goldenem Kranz auf dem Kopfe zeigt. Dieses Mumienporträt ist in enkaustischer Technik gemalt (Wachs, mit Tuch poliert).
Stilistisch lässt sich das Bild etwa auf das 2. Jh. n. Chr. datieren.

## Gründe für die Pluralität der Grabformen
Die Gründe für diese vielfältigen Unterschiede werfen verschiedene Fragen auf, die bisher nur unzureichend beantwortet wurden. Beispielsweise war von Daszewski angedacht, die Prismengräber als Begräbnisstätten für ungeliebte Verwandte zu deuten, oder als Hinweis auf verarmte Familien, die ursprünglich geplant hatten, monumentalere Gräber zu bauen. Eine weitere Möglichkeit wäre die ethnische Vielfalt, die sich zu dieser Zeit im ägyptischen Mittelmeerraum zeigt. In der Spätzeit finden sich vielfach ägyptisierte Hellenen, die sich an die Sitten des Landes anpassen. Ebenso gibt es schon zu pharaonischer Zeit Hinweise auf jüdische Siedlungen auf Elephantine.

## Bibliographie
- Wiktor A. Daszewski: Marina 1990. In: Polish Archaeology in the Mediterranean. 2, Warsaw 1991.
- Wiktor A. Daszewski: Marina 1991. In: Polish Archaeology in the Mediterranean. 3, Warsaw 1992.
- Wiktor A. Daszewski: Marina 1992. In: Polish Archaeology in the Mediterranean. 4, Warsaw 1993.
- Wiktor A. Daszewski: Marina 1993. In: Polish Archaeology in the Mediterranean. 5, Warsaw 1994.
- Wiktor A. Daszewski: Marina 1994. In: Polish Archaeology in the Mediterranean. 6, Warsaw 1995.
- Wiktor A. Daszewski: Marina 1995. In: Polish Archaeology in the Mediterranean. 7, Warsaw 1996.
- Wiktor A. Daszewski: Marina 1996. In: Polish Archaeology in the Mediterranean. 8, Warsaw 1997.
- Wiktor A. Daszewski: Marina 1997. In: Polish Archaeology in the Mediterranean. 9, Warsaw 1998.
- Wiktor A. Daszewski: Marina. Eine neuentdeckte griechisch-römische Stadt an der Nordküste Ägyptens. In: Nürnberger Blätter zur Archäologie 5, 1988–89, S. 34–38.
- Wiktor A. Daszewski: Marina el-Alamein 1988. In: Raporty wykopaliskowe. 1, 1988–1989
- Wiktor A. Daszewski: Excavations at Marina el-Alamein, 1987–1988. In: Mitteilungen des Deutschen Archäologischen Instituts, Abteilung Kairo. Nr. 46, Wiesbaden 1990.
- Wiktor A. Daszewski: A la recherche d’une Egypte peu connue. Travaux sur la côte nord-ouest, à Marina el-Alamein. In: Comptes rendus des séances Académie des inscriptions. 1993.
- Wiktor A. Daszewski: Mummy portraits from northern Egypt. The necropolis in Marina el-Alamein. In: Maurice L. Bierbrier (Hrsg.): Portraits and Masks. Burial Customs in Roman Egypt. London 1997.
- Ali Hassan: el-Alamein, Marina. In: Kathryn A. Bard (Hrsg.): Encyclopedia of the Archaeology of Ancient Egypt. Routledge, London 1999, ISBN 0-415-18589-0, S. 128–129.
- Wiktor A. Daszewski: Marina el-Alamein. In: Seventy years of Polish archaeology in Egypt. Warsaw 2007, S. 145–158.
- Rafał Czerner: The architectural decoration of Marina el-Alamein. Archaeopress, Oxford, 2009, ISBN 978-1-4073-0422-9.